# Melay (Saône-et-Loire)
Melay é uma comuna francesa na região administrativa de Borgonha-Franco-Condado, no departamento Saône-et-Loire. Estende-se por uma área de 37,23 km². Em 2010 a comuna tinha 1 004 habitantes (densidade: 27 hab./km²).